# Гленн Міллер
Ґленн Мі́ллер (англ. Alton Glenn Miller; 1 березня 1904 — 15 грудня 1944) — американський тромбоніст, аранжувальник, лідер біґ-бендів (кінець 30-х — початок 40-х років).

## Життєпис
Спочатку грав на тромбоні в різних джазових оркестрах, потім почав аранжувати й продавати свої партитури.
1937 року створив власний колектив, проте ним не був задоволений. Новий біґ-бенд Ґленна Міллера, створений 1938 року, досяг значного успіху, зокрема з цим оркестром він записав музику до фільмів «Серенада Сонячної долини» (Sun Valley Serenade) i «Дружини оркестру» (англ. Orchestra Wives), що відіграли значну роль у популяризації джазу в Європі.
1942 року вступив на військову службу й там очолив оркестр Повітряних сил США у військовому ранзі капітана. Разом із військом приїхав до Англії. Окрім біґ-бенду, працював також із струнним і духовим оркестрами. З цими колективами він виступав на BBC, виконуючи власні (і не лише власні) аранжування в програмах для американських військових.
Після визволення Парижа Ґленн Міллер мав переїхати до цього міста для подальшої музичної роботи. Він вилетів до Парижа 15 грудня 1944, раніше ніж його колеги. Літак, у якому летів Ґленн Міллер, зазнав авіакатастрофи над Ла-Маншем.

## Ушанування
На честь Ґленна Міллера названо астероїд № 5062.